# PocketStation
O PocketStation é um acessório para o console PlayStation (PS1) para salvamento do progresso dos jogos (memory-card), um assistente pessoal digital (PDA), e também um console de videogame portátil criado pela Sony lançado em 1998. Este possui tela de LCD, som, um relógio e capacidade de comunicação via infra vermelho. Um console semelhante ao Visual Memory Unit (1998).
Os jogos para o PocketStation são armazenados no mesmo CD-ROM dos jogos do PlayStation. Em alguns jogos do PlayStation, ele serve para adicionar bônus aos jogos. O jogador pode também fazer downloads de jogos exclusivos para o PocketStation e jogar com outros jogadores via link de infravermelho.
O PocketStation foi muito popular no Japão, mais do que a Sony esperava. O jogo mais popular foi o Dokodemo Issho, que vendeu mais de 1,5 milhões de cópias; mas o produto foi descontinuado em julho de 2002. Em 2013, a Sony lançou um aplicativo para o PlayStation Vita, com capacidade para rodar todos os seus jogos.

## História
Em 23 de dezembro de 1998 foi lançado exclusivamente no mercado do Japão.

## Especificações técnicas
- CPU: ARM7T (Processador 32 bit RISC);
- Memória: SRAM 2KB, Flash RAM 128KB;
- Gráficos: 32 x 32 LCD monocromático LCD;
- Som: Mini Autofalantes (12 bit PCM) x 1 unidade;
- Botões: Cinco botões, um botão reset;
- Infravermelho - comunicação: Bi-directional (suporta IrDA baseado no sistema de controles remotos);
- LED indicator: 1 unidade;
- Pilha: Lithium-Ion (CR 2032) x 1 unidade;
- Outras funções: Calendário e Identificação de números;
- Dimensões: 64 x 42 x 13.5 mm (comprimento x largura x altura);
- Peso: Aproximadamente 30g (incluindo a pilha).

## Jogos compativeis
- Arc the Lad III;
- Brightis;
- Chocobo Stallion;
- Crash Bandicoot 3: Warped (versão japonesa);
- Dance Dance Revolution (versão japonesa) (3rd Mix, 4th Mix e 5th Mix);
- Final Fantasy VIII;
- Grandia (versão japonesa);
- JoJo's Bizarre Adventure (versão japonesa);
- Legend of Mana;
- LMA Manager;
- Love Hina - Ai wa Kotoba no Naka ni;
- Love Hina 2 - Kotoba wa Konayuki no Youni;
- Metal Gear Solid: Integral;
- Monster Farm 2 (versão japonesa de Monster Rancher 2);
- PaQa;
- Pi to Mail;
- Pocket Digimon World;
- Pocket Jiman;
- Pocket Muumuu;
- Racing Lagoon;
- RayCrisis (versões japonesa e americana);
- Remote Control Dandy;
- Ridge Racer Type 4;
- Rockman Complete Works;
- SaGa Frontier 2;
- Spyro the Dragon (versão japonesa);
- Saru! Gettchu! (Ape Escape) (versão japonesa);
- Street Fighter Zero 3 (versão japonesa de Street Fighter Alpha 3);
- Super Robot Wars Alpha;
- Tales of Eternia (versão japonesa);
- Tokimeki Memorial 2;
- Tron Ni Kobun (The Misadventures of Tron Bonne).